# 高柳又四郎
高柳 又四郎（たかやなぎ またしろう、1808年（文化5年） - ?）は、日本の江戸時代後期の剣客。又四郎は通称であり、諱は利辰、または義正とも。「音無しの剣」と呼ばれる難剣の使い手として知られた。子孫は熊本の渡邉一族

## 経歴
又四郎は、飛騨郡代を務めた幕臣・高柳左京亮定用（さだかず）の次男。長男に欽一郎是方、三男に金三郎の兄弟がある。祖先の高柳源五右衛門定政が戸田流第2代の戸田綱義（越後守）から戸田流の印可を受けて以来、高柳家は代々戸田流を家伝としていた。又四郎の祖父、高柳左京亮定常は、家伝のほかに梶派一刀流や東軍新当流を学び、安永元年（1772年）に「高柳派」を興したが、戸田流より異議が出たために、「高柳派」は定常一代限りとし、戸田流に復することとした。しかし、又四郎の父・定用はこの約束を守らず、「高柳派」2代目を名乗ったという。
文政2年（1819年）、又四郎が12歳のときに父定用が飛騨郡代として赴任した。このころ、金品目当てでなく刀剣のみを目的とした盗賊が飛騨三郡（大野、益田、吉城）を荒らし、賊が戸田流の使い手と知った又四郎はそのあとを追って出奔した。
4年後の文政6年（1823年）、仙台胆沢郡古城村の藤木道満（1757年 - 1827年）のところへ又四郎は姿を現した。藤木道満は医者でありながら、戸田流林田派の達人で、子分を抱えた義賊でもあった。先の盗賊は道満の子分「鬼の目」太蔵が犯人だったらしいのだが、又四郎はその追及はやめて、道満から小太刀の正法を会得したという。
その後江戸に出て、中西派一刀流中西道場第3代の中西忠太子啓に入門する。子啓の死後は、寺田宗有、白井亨とともに第4代の中西子正を後見し、寺田、白井とともに「中西道場の三羽烏」と恐れられた。

## 出自の異説
上記の出自はよく知られているが、『続徳川実紀』には文化9年（1812年）3月17日の記述として、「米廩奉行高柳久米蔵子又四郎は武技出精により。めし出されて小十人組に入る」とあり、又四郎は御蔵奉行で支配勘定も勤めた高柳粂蔵の子とされている。

## 音無しの剣
又四郎は、相手がいくら打ち込んでも自分の竹刀に触れさせることなく、音を立てずに勝ったことから、「音無しの剣」あるいは「音無しの勝負」などといわれた。後に中里介山の時代小説『大菩薩峠』に登場する机竜之介の「音無しの構え」は、ここから着想を得たとされる。
又四郎は無欲恬淡とした人柄で、道場を開いて生活の糧にしようなどとは考えない人物だったとされ、その晩年については不明である。

### エピソード
中西子正の弟子、千葉周作に望まれて立ち会って引き分け、このとき千葉は勢い余って道場の踏み板を破ったとされる。ただし、『真説・日本剣豪伝』の著者、小山龍太郎は、少なくとも当時の千葉は又四郎の敵ではなかったと述べている。
当時の千葉はまだ成長途中の段階であり、又四郎と勝負になるはずはなく、千葉の弟子による創作と考えられる。もっとも剣豪として完成された後の千葉自身が又四郎殿には生涯かなわぬという言葉を残していることから窺える。
嘉永・安政のころ、筑後柳河藩の大石進が5尺3寸という長竹刀を持って江戸の町道場を席巻したとき、又四郎も大石から勝負を申し込まれて立ち会った。
このとき又四郎は径が1尺2寸 - 3寸もある鍔を準備し、「器械相手に正規の竹刀を使うこともないだろう」と冷笑していったという。ならばということで、大石も定寸3尺3寸の竹刀を持って相対した。1本目は又四郎が平正眼、大石が中段のまま双方40分も動かず、大石得意の中段から下段に変わる諸手突きを切り返して又四郎の左胴が浅めながら決まった。このとき又四郎の竹刀が音を立てた。2本目は再び両者動かず、引き分けと判定された。
試合後、大石が又四郎に感想を求めたところ、又四郎は「1本目は拙者の負けでござる。貴殿の諸手突き、剣気を察しながら遅れました。払い上げる前に胴に入ってこそ本当の勝ちというもので、拙者の竹刀が音を立てたのがなによりの証拠です」といった。

## 高柳又四郎を題材にした作品
小説
- 『高柳又四郎』（村上元三著、『日本剣客伝（四）』朝日新聞社　所収）
- 『音無』（戸部新十郎著、『秘剣 花車』所収）
- 『音無し剣　又四郎（1）撃剣天下一』（小林正親著、新時代小説文庫、2015）

マンガ
- 『音無しの剣』横山光輝著

映画

『剣に賭ける』（1962年、大映) 田中徳三監督、演:　浜村 純　
テレビドラマ

『千葉周作 剣道まっしぐら』（1970年 - 1971年、TBS）、演：田村高廣

## 参考書籍
- 『真説・日本剣豪伝』（小山龍太郎著、荒地出版社）
- 『日本剣豪100選』（綿谷雪著、秋田書店）
- 『増補大改訂 日本武芸流派大事典』（綿谷雪・山田忠史 編、東京コピイ出版部）